# Bernhard Letterhaus

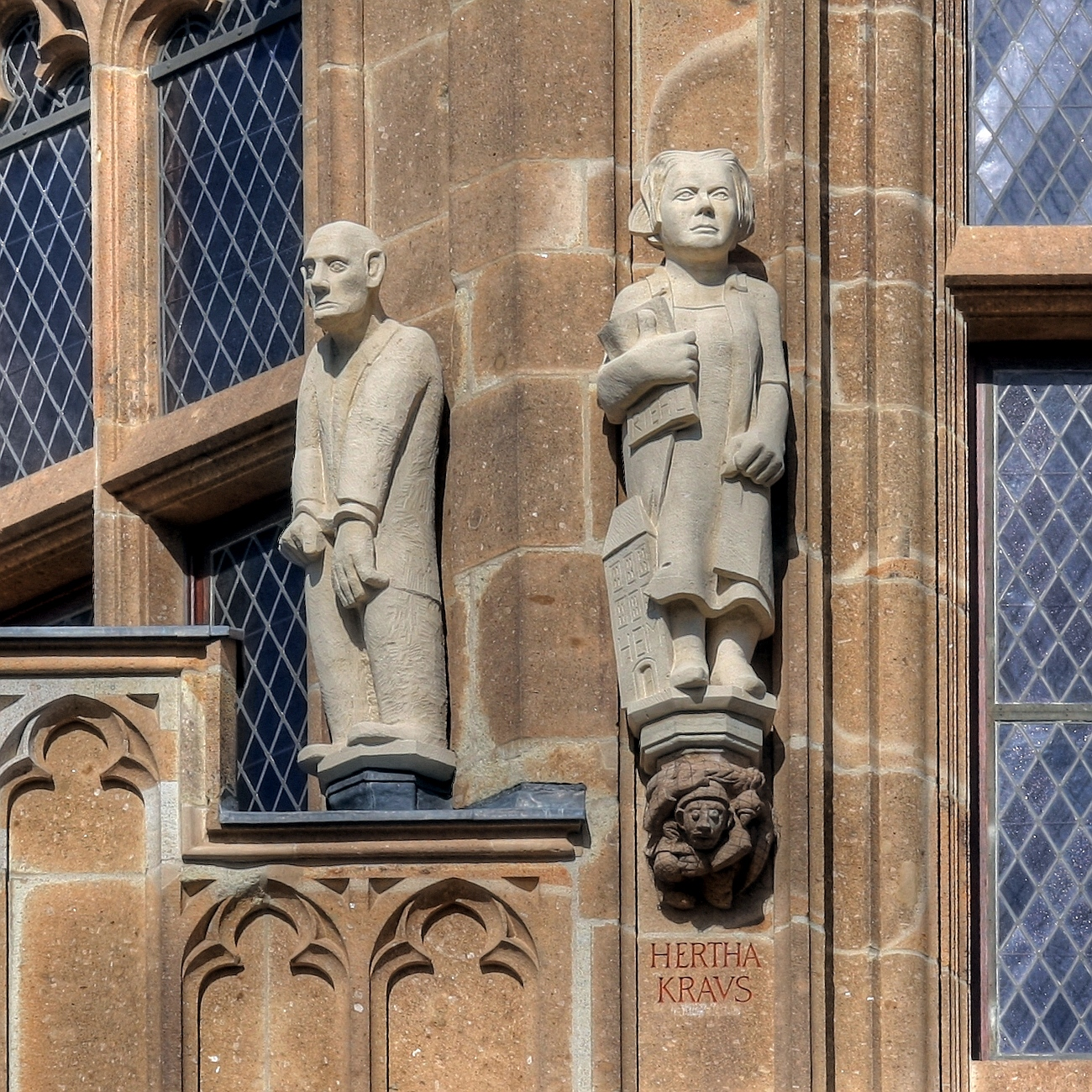
Izquierda: estatua de Bernhard Letterhaus en la torre del ayuntamiento de Colonia.

Bernhard Letterhaus (10 de julio de 1894, Barmen - 14 de noviembre de 1944) fue un sindicalista católico alemán y miembro de la resistencia al Nazismo.
Se crio en Barmen, Wuppertal, y después de su aprendizaje en una fábrica textil, fue un miembro activo de la Asociación de trabajadores cristianos del textil. Sirvió en la I Guerra Mundial y después fue secretario del Movimiento Laboralista Católico en Mönchengladbach. Se trasladó a Colonia donde estuvo en contacto con Nikolaus Gross, un compañero católico opositor a los nazis.
Fue reclutado por la Wehrmacht al estallar la II Guerra Mundial. Al ser destinado al OKW en Berlín desarrolló contactos con los conspiradores del complot del 20 de julio, incluyendo al grupo de Carl Goerdeler. Si el intento de asesinar a Hitler hubiera tenido éxito estaba destinado a ser Ministro de la Reconstrucción. Como consecuencia fue arrestado, juzgado por el Tribunal del Pueblo, sentenciado a muerte por Roland Freisler y ejecutado en la prisión de Plötzensee al día siguiente.